# Kurfyrstendømmet Trier
Kurfyrstendømmet Trier (ty.: Erzstift und Kurfürstentum Triereller  Kurtrier ) var et kirkeligt fyrstedømme i det tysk-romerske rige fra slutningen af 800-tallet og til begyndelsen af 1800-tallet.
Fyrstedømmet styredes af ærkebiskoppen, men sekulariseredes ved mediatisering 1803 med Slutrapport fra den ekstraordinære rigsdag.

## Hovedstæder
Landets officielle hovedstad var Trier, der er Tysklands ældste by, og som ligger ved floden Mosel.
I 1600-tallet flyttede kurfyrsten sin residens til Koblenz ved Mosels udmunding i Rhinen. Derefter blev kurfyrstendømmet administreret fra denne by.

## Bispesædet
Trier anses for at være Tysklands ældste bispesæde. Byens tre første bisper hører til i perioden 250-300.
Ganske vist fik Mainz i følge traditionen en biskop allerede i år 80, men der er først fra år 343, vi med sikkerhed ved, at der har boet en biskop i Mainz.
Den første ærkebiskop i Trier blev udnævnt i år 762.
Efter 1803 udnævnes der ikke flere ærkebiskopper, og bispeembedet i Trier varetages af en almindelig biskop.

## Kurfyrste og ærkekansler
I år 898 bliver ærkebispen også fyrstbiskop og dermed også verdslig rigsfyrste.
Som regel er han også den af rigets ærkekanslere, der har ansvaret for Burgund (Archicancellarius per Galliam). I denne stilling er han leder af den kejserlige administration i grænseområderne mellem Tyskland og Frankrig. I Middelalderen omfattede dette et bælte af landområder mellem Middelhavet og Nordsøen. I 1790 var der kun Belgien og Luxembourg tilbage.
Fra år 1190 er ærkebispen af Trier også kurfyrste.

## Kurfyrstendømmets opløsning
I 1795 trængte der franske tropper ind i kurfyrstendømmet. I 1801 blev områderne vest for Rhinen afstået til Frankrig. I 1803 blev området øst for Rhinen en del af Nassau-Weilburg.
49°46′N 6°39′Ø / 49.77°N 6.65°Ø